# Лавренов, Лев Николаевич
Лев Николаевич Лавренов (род. 26 августа 1932 года, Оренбург, РСФСР, СССР) — советский и российский архитектор, член-корреспондент Российской академии художеств (2013). Заслуженный архитектор Российской Федерации (1992).

## Биография
Родился 26 августа 1932 года в Оренбурге.
В 1957 году — окончил Московский архитектурный институт.
С 1957 по 1971 годы — работал в «Москомархитектуре», в «Моспрокте-1» и «Моспроекте-2» в качестве архитектора, старшего архитектора, руководителя группы архитекторов, главного архитектора проектов.
С 1971 по 1981 годы — работал в ГИПРОНИИ АН СССР, в качестве руководителя сектора архитектуры.
С 1981 по 2003 годы — вернулся в систему «Москомархитектуры», руководитель мастерской, позднее начальник одного из Управлений.
С 1989 по 2003 годы — работал руководителем мастерской по реставрации памятников истории и культуры, в настоящее время является профессором в Институте искусства реставрации.
С 1999 года по настоящее время — член и Председатель комиссии по монументальному искусству Московской городской думы.
С 1962 года — член Союза архитекторов СССР, России.
В 2013 году — избран членом-корреспондентом Российской академии художеств от Отделения архитектуры.

## Творческая деятельность
Основные проекты и произведения:

Монумент «Слава покорителям космоса». Монино, 1962

- проект Дворца пионеров на Ленинских горах;
- ресторан «Арбат» на 2000 посадочных мест на проспекте Калинина;
- проект Павильона СССР на Всемирной выставке 1967 года в Нью-Йорке (в дальнейшем был демонтирован и заново возведен как Павильон № 70 «Москва» на ВДНХ);
- проект Павильона СССР на Всемирной выставке 1970 года в Осаке (Япония);
- проект Института международных отношений в Москве (Москва, ул. Лобачевского);
- проект института космических исследований и прикладной математики (Москва, ул. Обручева);
- проект библиотеки естественных наук (Москва, ул. Косыгина);
- конкурс на проект храма 1000-летия крещения Руси на Борисовских прудах (Москва);
- проект реставрации Храмов Ильи-пророка, Рождества в Путинках, Святой Екатерины в Полях;
- проект реставрации гостиницы «Националь»;
- проект реставрации Старогостинного двора;
- проект реставрации Красного крыльца и здания Сената и Синода (Корпус № 1) в Кремле;
- проект Церковного Комитета с храмом на 2 тыс. прихожан в Западном Бирюлеве;
- деревянная церковь и жилой комплекс в Тверской области на озере Селигер.

Работы в области монументального искусства: совместно со скульптором Г. Н. Постниковым «Слава покорителям космоса!» (Московская область, г. Монино, 1962).

## Награды
- Заслуженный архитектор Российской Федерации (1992)[1]
- Медаль «За трудовую доблесть» (1962) — за строительство объектов Академии Наук
- Медаль «За трудовое отличие» (1975) — за строительство Дворца Съездов
- Медаль «Ветеран труда» (1982)
- Медаль «В память 850-летия Москвы» (1987)
- Бронзовая медаль ВДНХ (1961) — за внедрение индустриального типового строительства
- Почётная грамота Московской городской думы (2015)[2]